# Чуксеев, Яков Корнеевич
Яков Корнеевич Чуксеев — советский государственный и хозяйственный деятель.

## Биография
Родился в 1903 году. Член ВКП(б) с 1929 года.
С 1918 года — на хозяйственной и общественной работе на железной дороге и в строительстве.
Окончил промышленную Академию имени Кагановича.
В 1937-1947 годах — управляющий трестом строительства Мосбасса, управляющий трестом «Сталиногорскшахтострой», управляющий трестом «Волгостройсланец», управляющий трестом «Сталиногорскшахтострой», управляющий трестом «Узбекшахтострой», начальник Главного управления строительства новых шахт Наркомата угольной промышленности СССР. В 1947—1957 годах — начальник Главкузбассшахтостроя, заместитель министра угольной промышленности СССР, начальник Главного управления строительства новых шахт в центральных районах Министерства угольной промышленности СССР.
В 1957—1967 годах — первый заместитель председателя, председатель Совета народного хозяйства Тульского экономического административного района, начальник Главного управления по строительству в Приокском экономическом районе Министерства строительства РСФСР.
В 1967—1976 годах — заместитель министра строительства предприятий тяжёлой индустрии СССР.
В 1976—1988 годах — заместитель председателя НТО Минтяжстроя СССР.
Избирался депутатом Верховного Совета РСФСР 5-го созыва (от Новомосковского округа) и 6-го созывов.
Умер в 1991 году. Похоронен на Кунцевском кладбище в Москве.

## Награды
- Сталинская премия третьей степени (1950) — за создание и внедрение погрузочной машины при проходке вертикальных шахтных стволов;
- Премия Совета Министров СССР
- Орден Ленина (1954, 1965)
- Орден Октябрьской Революции (09.11.1973);
- Орден Трудового Красного Знамени (04.07.1942, 1951, 1957);
- Орден Знак Почёта (1942, 1963);
- Медаль «За трудовую доблесть»
- Медаль «В ознаменование 100-летия со дня рождения Владимира Ильича Ленина»;
- Медаль «За доблестный труд в Великой Отечественной войне 1941-1945 гг.»;
- Медаль «Ветеран труда»;
- Знак «Шахтёрская слава» 3-х степеней;
- Заслуженный строитель РСФСР